# Stygiomedusa gigantea
Stygiomedusa gigantea — вид сцифоїдних медуз родини Ulmaridae.

## Поширення
Вид поширений у всіх океанах, крім Антарктиди. Проте, вид є рідкісним. Перший зразок S. gigantea вагою 90 фунтів був зібраний у 1899 році, але його не визнали як вид до 1959 року. Протягом 110 років (1899–2009) було виявлено лише 118 особин. Трапляється в батипелагічній зоні океану, досягаючи глибини 6665 м. Зрідка спостерігався на глибинах 80–280 м (мезопелагічна та нижня епіпелагіальна зони).

## Опис
Stygiomedusa gigantea має парасолькоподібний купол, який може виростати до 1 м діаметром. Щупальця без жалких клітин, завдовжки до 10 м. Вони товсті після основи та звужуються до кінчиків. Використовують свої руки, щоб уловити та поглинути свою здобич, яка складається з планктону та дрібної риби. Медуза має насичений червоно-коричневий або сливовий колір, типовий для глибоководних тварин.